# Jordan Jovčev
Jordan Jovčev Jovčev (in bulgaro Йордан Йовчев Йовчев?; Plovdiv, 24 febbraio 1973) è un ex ginnasta e dirigente sportivo bulgaro.
È lo sportivo bulgaro con più presenze in assoluto ai Giochi olimpici estivi, avendo preso parte a sei edizioni consecutive tra il 1992 e il 2012; ha al suo attivo quattro medaglie olimpiche e vari titoli mondiali ed europei. 
Dopo il ritiro è stato presidente della federazione di ginnastica bulgara e commentatore sportivo.
È particolarmente ricordato per la medaglia d'argento conquistata negli anelli ai XXVIII Giochi olimpici di Atene 2004: nel dopogara infatti il ginnasta italiano Jury Chechi, medaglia di bronzo, accusò apertamente la giuria di aver sopravvalutato l'esercizio del greco Dimosthenis Tampakos (medaglia d'oro); salendo sul podio, Chechi sollevò platealmente il braccio di Jovčev.

## Palmarès

### Olimpiadi
- 4 medaglie:
  - 1 argento (Atene 2004 negli anelli)
  - 3 bronzi (Sydney 2000 nel corpo libero; Sydney 2000 negli anelli; Atene 2004 nel corpo libero)

### Mondiali
- 13 medaglie:
  - 4 ori (Gand 2001 nel corpo libero; Gand 2001 negli anelli; Anaheim 2003 nel corpo libero; Anaheim 2003 negli anelli)
  - 5 argenti (San Juan 1996 negli anelli; Debrecen 2002 nel corpo libero; Debrecen 2002 negli anelli; Aarhus 2006 negli anelli; Londra 2009 negli anelli)
  - 4 bronzi (Sabae 1995 negli anelli; Tianjin 1999 nell'all-around; Gand 2001 nell'all-around; Stoccarda 2007 negli anelli)

### Europei
- 9 medaglie:
  - 1 oro (Patrasso 2002 negli anelli)
  - 6 argenti (Patrasso 2002 nell'all-around; Patrasso 2002 nel corpo libero; Lubiana 2004 nel corpo libero; Volos 2006 negli anelli; Amsterdam 2007 negli anelli; Losanna 2008 negli anelli)
  - 2 bronzi (Milano 2009 negli anelli; Birmingham 2010 negli anelli)

### Europei a squadre
- 1 medaglia:
  - 1 argento (Parigi 1997)